# Bahnstrecke Philadelphia–Harrisburg

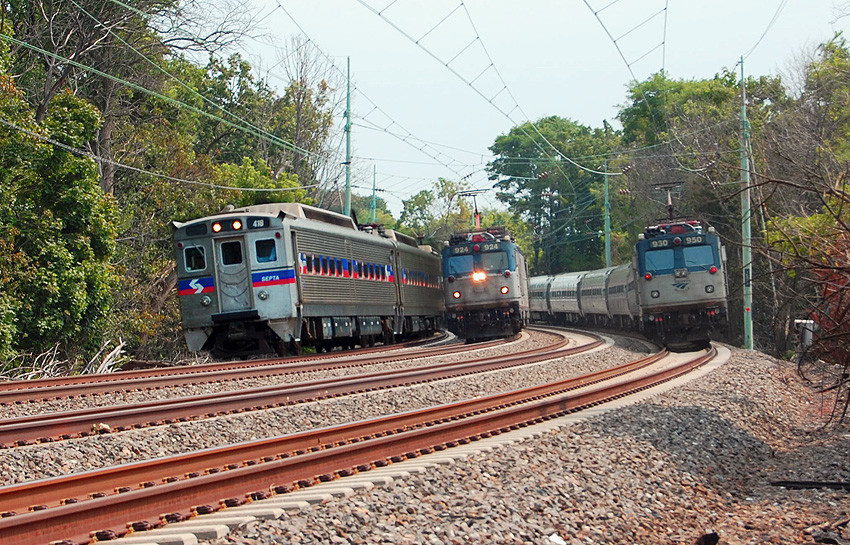
Züge der Amtrak und Septa auf der Strecke bei Rosemont (Pennsylvania)

Die Bahnstrecke Philadelphia–Harrisburg (englisch Philadelphia to Harrisburg Main Line) befindet sich im US-Bundesstaat Pennsylvania und verbindet die Großstadt Philadelphia mit der Hauptstadt des Bundesstaats, Harrisburg. Sie zweigt in Philadelphia nördlich der 30th Street Station vom Northeast Corridor ab und verläuft über Ardmore, Thorndale, Parkesburg und Lancaster nach Harrisburg. Dort besteht Anschluss zur Bahnstrecke Pittsburgh–Harrisburg. Die Strecke gehörte einst zum Streckennetz der Pennsylvania Railroad.
Die 168 km lange Strecke ist als Teil des Keystone Corridors teilweise viergleisig ausgebaut und durchgehend elektrifiziert. Sie befindet sich im Besitz der National Railroad Passenger Corporation und wird von der Amtrak im Fernverkehr befahren. Die Regionalbahnen der SEPTA fahren nur auf dem östlichen Abschnitt bis einschließlich Thorndale. Der Güterverkehr wird durch die Harrisburg Line der Norfolk Southern Railway abgewickelt.